# Manursugur, Siruguppa
Manursugur là một làng thuộc tehsil Siruguppa, huyện Bellary, bang Karnataka, Ấn Độ.